# Джим-Торп
Джим-Торп (англ. Jim Thorpe) — боро в штате Пенсильвания (США). Административный центр округа Карбон. В 2010 году в боро проживали 4781 человек.

## Географическое положение
Боро расположено в округе Карбон на реке Лехай в долине гор Пококо, в 35 км к северо-западу от Аллентауна. По данным Бюро переписи населения США Джим-Торп имеет площадь 38,6 квадратных километра.

## История
В 1791 году в окрестностях населённого пункта был найден антрацитовый уголь. В 1818 году было основано боро под именем Мок-Чанк. Название произошло от индейского словосочетания Мауш-Анк («медвежье место») на языке делаваров. Город был основан Джозианом Уайтом и его партнёрами, основателями Лехай-Кол и Навигейшн (LC&N). Он должен был стать конечной станцией железной дороги, соединяющей угольные шахты с рекой Делавэр. Город медленно развивался в первые годы до прокладки железной дороги. Первая промышленная железная дорога Америки была построена в 1828 году. Боро был инкорпорирован в 1850 году. Соседнее боро Ист-Мок-Чанк было зарегистрировано в 1854 году.
В 1954 году Джим-Торп был создан при слиянии боро Мок-Чанк и Ист-Мок-Чанк. Он был назван Джим-Торп в честь спортсмена-легкоатлета, двукратного победителя летних Олимпийских игр 1912 года Джима Торпа, который захоронен в городе.

## Население
| Год переписи | Нас. |  | %±    |
| ------------ | ---- |  | ----- |
| 1960         | 5945 |  | —     |
| 1970         | 5456 |  | −8,2% |
| 1980         | 5263 |  | −3,5% |
| 1990         | 5048 |  | −4,1% |
| 2000         | 4804 |  | −4,8% |
| 2010         | 4781 |  | −0,5% |
| 2016         | 4607 |  | −3,6% |

По данным переписи 2010 года население Джим-Торпа составляло 4781 человек (из них 48,3 % мужчин и 51,7 % женщин), в городе было 1990 домашних хозяйств и 1322 семей. На территории города было расположено 2290 постройки со средней плотностью 59,3 построек на один квадратный километр суши. Расовый состав: белые — 96,9 %, афроамериканцы — 0,4 %, азиаты — 0,6 %. 2,5 % имеют латиноамериканское происхождение.
Население города по возрастному диапазону по данным переписи 2010 года распределилось следующим образом: 20,7 % — жители младше 18 лет, 2,7 % — между 18 и 21 годами, 60,5 % — от 21 до 65 лет и 16,1 % — в возрасте 65 лет и старше. Средний возраст населения — 43,8 лет. На каждые 100 женщин в Джим-Торпе приходилось 93,6 мужчин, при этом на 100 совершеннолетних женщин приходилось уже 92,0 мужчин сопоставимого возраста.
Из 1990 домашних хозяйств 66,4 % представляли собой семьи: 48,2 % совместно проживающих супружеских пар (15,6 % с детьми младше 18 лет); 12,7 % — женщины, проживающие без мужей и 5,5 % — мужчины, проживающие без жён. 33,6 % не имели семьи. В среднем домашнее хозяйство ведут 2,40 человека, а средний размер семьи — 2,89 человека. В одиночестве проживали 28,2 % населения, 13,0 % составляли одинокие пожилые люди (старше 65 лет).

## Экономика

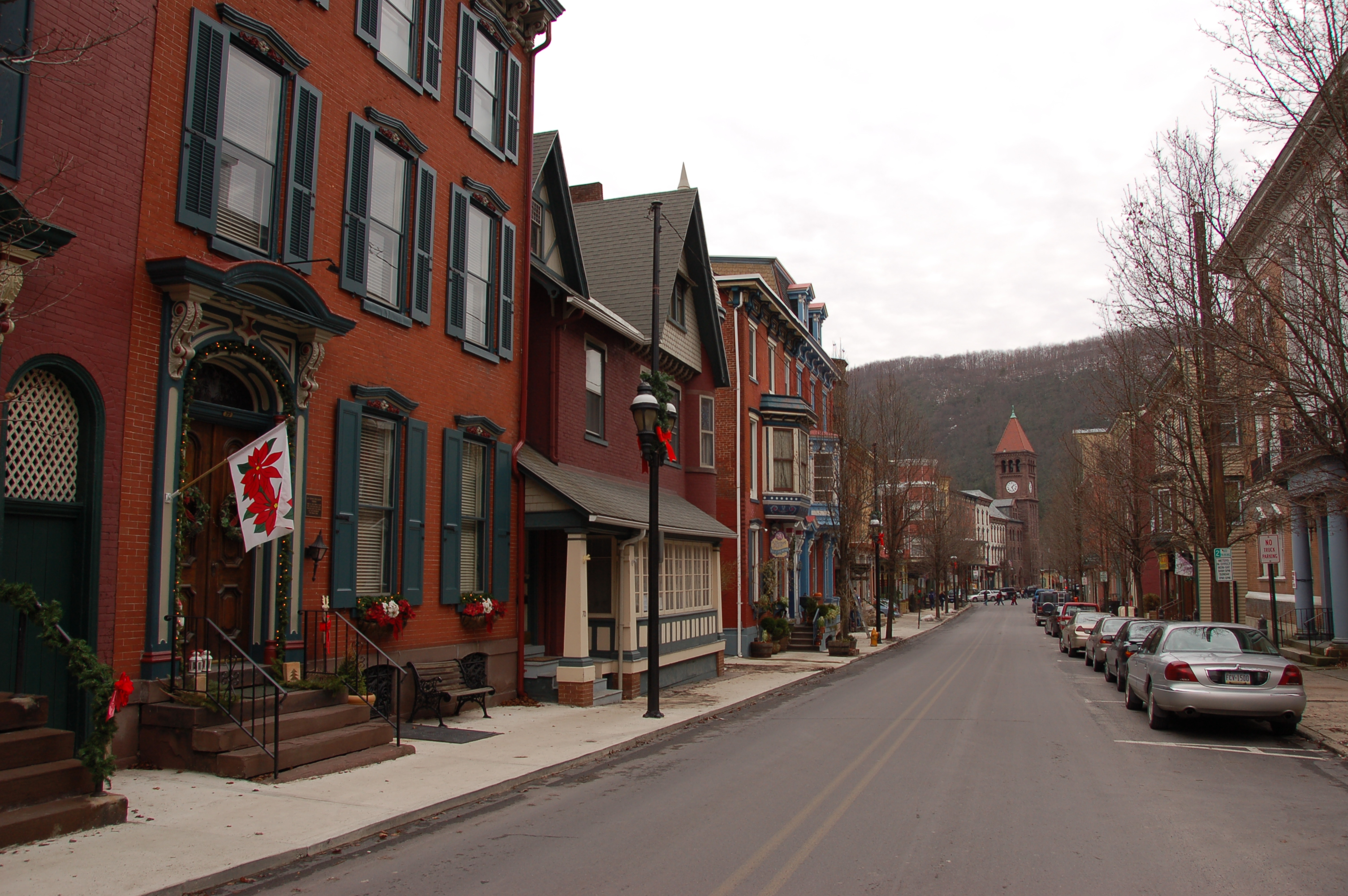
Исторические здания города

В 2016 году из 3832 человека старше 16 лет имели работу 1885. При этом мужчины имели медианный доход в 49 177 долларов США в год против 31 408 долларов среднегодового дохода у женщин. В 2016 году медианный доход на семью оценивался в 60 625 $, на домашнее хозяйство — в 53 241 $. Доход на душу населения — 21 572 $ в год. 6,4 % от всего числа семей в Джим-Торпе и 14,8 % от всей численности населения находилось на момент переписи за чертой бедности.